# Topptyranner
Topptyranner (Myiarchus) är ett relativt stort släkte i familjen tyranner inom ordningen tättingar. Det är det allra mest spridda med 22 arter som förekommer i stora delar av Nord- och Sydamerika ner till norra Argentina samt även i Västindien och på Galápagosöarna:<
- Rosttopptyrann (M. semirufus)
- Yucatántopptyrann (M. yucatanensis)
- Jamaicatopptyrann (M. barbirostris)
- Mörkhättad topptyrann (M. tuberculifer)
- Skogstopptyrann (M. swainsoni)
- Venezuelatopptyrann (M. venezuelensis)
- Panamatopptyrann (M. panamensis)
- Korttofsad topptyrann (M. ferox)
- Colombiatopptyrann (M. apicalis)
- Sotkronad topptyrann (M. phaeocephalus)
- Andinsk topptyrann (M. cephalotes)
- Gråstrupig topptyrann (M. cinerascens)
- Ljusstrupig topptyrann (M. nuttingi)
- Större topptyrann (M. crinitus)
- Brunhättad topptyrann (M. tyrannulus)
- Galápagostopptyrann (M. magnirostris)
- Grenadatopptyrann (M. nugator)
- Rödstjärtad topptyrann (M. validus)
- Kubatopptyrann (M. sagrae)
- Hispaniolatopptyrann (M. stolidus)
- Puertoricotopptyrann (M. antillarum)
- Antillertopptyrann (M. oberi)